# Union internationale des transports routiers
Pour les articles homonymes, voir IRU.
 (décembre 2024).
Si vous disposez d'ouvrages ou d'articles de référence ou si vous connaissez des sites web de qualité traitant du thème abordé ici, merci de compléter l'article en donnant les références utiles à sa vérifiabilité et en les liant à la section « Notes et références ».
Par le biais de ses associations nationales, l'Union internationale des transports routiers (en anglais, International Road and Transport Union ou IRU) représente l'ensemble de la profession routière à travers le monde. Elle est le porte-parole des exploitants d'autocars et d'autobus, de taxis et de camions, détenant aussi bien des flottes importantes qu’agissant comme artisans.

## Fondation
L'IRU a été fondée en 1948, son siège social est à Genève.

## Rôle
L'IRU se fait l'avocat de la profession auprès de toutes les instances internationales qui prennent des décisions ayant un impact sur le transport routier. 
En favorisant la promotion constante des normes professionnelles les plus élevées, l'IRU améliore la performance des transports routiers vis-à-vis de la sécurité et de l'environnement tout en assurant la mobilité des personnes et des biens. L’IRU rend de nombreux services pratiques à la profession. Entre autres, elle se porte garante du Régime TIR, et de ses carnets qui permettent aux camions scellés par la douane de départ de traverser les frontières sans autre contrôle de leur cargaison jusqu'à destination.

## Activités
L'IRU :
- s'engage avec ses associations nationales à assurer que les véhicules soient sûrs, propres, efficaces et économes en carburant ;
- encourage la bonne gestion des flottes, un entretien rigoureux des véhicules et des conditions de travail favorables pour les conducteurs ;
- contribue à rendre la route plus sûre et moins encombrée ;
- cherche constamment à améliorer la performance environnementale des véhicules ;
- entretient une étroite collaboration avec les organes nationaux compétents et avec les organisations intergouvernementales et non-gouvernementales ;
- œuvre à l'harmonisation des réglementations et à la simplification des procédures qui régissent le transport routier ;
- informe la profession de l'évolution de la législation nationale et internationale ;
- cherche sans relâche à éliminer les entraves aux transports et aux échanges internationaux.